# Beranun Teleden
Beranun Teleden is een bestuurslaag in het regentschap Bener Meriah van de provincie Atjeh, Indonesië. Beranun Teleden telt 280 inwoners (volkstelling 2010).